# Nicolas François Canard
Nicolas François Canard   (Sézanne, 2 de desembre de 1754 - Moulins, 1833) fou un matemàtic francès que va aplicar fórmules matemàtiques a l'estudi de l'economia.

## Vida
Canard va estudiar filosofia i matemàtiques i, en acabar els estudis, va ser membre dels Pares de la Doctrina Cristiana. Del 1779 al 1782 va estar donant classes per diversos col·legis, fins que aquest any va ser nomenat professor de matemàtiques del lycée de Moulins-sur-Allier, regentat per la seva congregació. Hi va romandre onze anys.
El 1791, l'Assemblea Constituent va obligar tots els religiosos a jurar-la. Canard, va abandonar la congregació i va jurar la constitució. Un any després va ingressar al Club dels Jacobins.
Durant l'etapa revolucionària va tenir els seus alts i baixos, però finalment el 1796 va ser nomenat professor de matemàtiques a l'École Central de Moulins. Es va jubilar el 1814 als seixanta anys.
La seva filla, Elisabeth-Félicie Bayle-Mouillard, va ser una autora molt popular a França en el segle xix amb el pseudònim de Madame Celnart, escrivint llibres divulgatius de diverses matèries.

## Obra
Canard és recordat sobretot pel seu llibre Principes d'économie politique (París, 1801), en el que fa servir les matemàtiques per primer cop per explicar les teories econòmiques i, així, enceta la disciplina de l'economia política a França. Tot i això l'obra va ser molt mal considerada pels seus contemporanis. I l'opinió dels analistes actuals tampoc és, en general, gaire bona.
Canard va rebre, a començaments de 1801, un premi de l'Institut de França per una memòria sobre els efectes dels impostos: Essai sur la circulation de l'impôt. Animat pel premi, en els mesos següents Canard va revisar, corregir i ampliar fins a convertir-la en els Principes. Alguns mèrits es poden trobar a l'obra: una visió de l'equilibri general (influència de Richard Cantillon?), una teoria de la determinació dels preus, l'ús del concepte de marge, la incorporació de la productivitat en la formació del preu, ...
L'any següent, 1802, va publicar una memòria, Moyens de perfectionner le jury, en la qual s'ha volgut veure una aplicació del càlcul de probabilitats al món judicial. Però en realitat Canard no aporta res del càlcul de probabilitats que havien començat a desenvolupar Bernoulli, Laplace i Condorcet, sinó quatre regles algebraiques molt simples.